# Kim De Witte
Kim De Witte (Genk, 29 augustus 1977) is een Belgisch advocaat, onderzoeker en marxistisch politicus voor PVDA.

## Levensloop
Kim De Witte is de zoon van Willem De Witte, militant bij Mijnwerkersmacht, Alle Macht Aan De Arbeiders en de PVDA in Limburg. 
De Witte studeerde in 2001 af als licentiaat in de rechten aan KU Leuven en in 2008 als licentiaat in de economie aan de Université libre de Bruxelles. Hij werkte van 2001 tot 2008 als advocaat, gespecialiseerd in arbeidsrecht en pensioenen, en was daarna van 2008 tot 2012 onderzoeker op het Instituut voor Sociaal Recht van de KU Leuven. Van 2013 tot 2019 was hij bestuurder en projectleider bij Geneeskunde voor het Volk en medewerker van de PVDA-studiedienst. Ook was hij lid van de voormalige denktank Tripalium. In 2017 behaalde hij aan de KU Leuven een doctoraat in de rechten.
De Witte is auteur van tal van artikels, studies en opiniestukken over sociale zekerheid en pensioenen en spreekt regelmatig op nationale en internationale seminaries. In juli 2015 kwam hij in het nieuws met zijn kritiek op de pensioenhervorming van de regering-Michel I en het verhogen van de pensioenleeftijd naar 67 jaar, die hij strijdig vond  met de Grondwet en verschillende internationale verdragen. In 2018 verscheen van hem het boek De grote pensioenroof bij EPO.
Bij de federale verkiezingen van mei 2014 was hij in Limburg lijsttrekker voor de Kamer, maar raakte niet verkozen. In oktober 2018 was hij lijsttrekker voor PVDA bij de gemeenteraadsverkiezingen in Hasselt. De partij kreeg 6,5% van de stemmen en behaalde twee zetels, waaronder een voor De Witte.
Bij de Vlaamse verkiezingen van mei 2019 trok De Witte de PVDA-lijst in Limburg. De partij behaalde de kiesdrempel en De Witte raakte met 11.853 voorkeurstemmen verkozen tot het Vlaams Parlement, waar hij deel uitmaakte van de vierkoppige PVDA-fractie. Als Vlaams Parlementslid zetelde hij van 2019 tot 2024 als toegevoegd lid in de commissie Onderwijs en van 2022 tot 2024 in de commissie Economie, Werk, Sociale Economie, Wetenschap en Innovatie.
De Witte stelde zich in juni 2024 opnieuw kandidaat bij de federale verkiezingen, waar hij lijsttrekker werd in de kieskring Limburg. De Witte raakte verkozen in de Kamer van volksvertegenwoordigers en werd er de eerste gekozene van zijn partij in Limburg, in een fractie met 15 leden. Hij ging er zich toeleggen op het beleid rond pensioenen, sociale zekerheid en arbeid. 
Bij de gemeenteraadsverkiezingen van oktober 2024 was De Witte opnieuw lijsttrekker voor de PVDA in de stad Hasselt. De partij behield haar twee zetels, een voor De Witte en de andere voor zijn partner Aurélie Decoene, sinds 2022 voorzitter van PVDA Limburg. De Witte besloot daarop zijn zetel niet in te nemen en zich te laten vervangen.